# X Brands
X Brands (* 24. Juli 1927 in Kansas City, Missouri; † 8. Mai 2000 in Northridge, Kalifornien; auch Jay X. Brands) war ein US-amerikanischer Schauspieler und Stuntman.

## Wirken
Brands spielte zwischen 1952 und 1979 in zahlreichen TV-Serien und Filmen, dazu kommen mehrere Stunts. In der Hauptsache spielte er den Charakter eines unbeugsamen Indianers, so auch in seiner Paraderolle als meist stiller Pawnee-Indianer Pahoo-Ka-Ta-Wah (Wolf der im Wasser steht) in der 1958/1959 von CBS gedrehten Westernserie Yancy Derringer. Dort gab er in allen 34 Episoden den Begleiter von Jock Mahoney in dessen Hauptrolle als Yancy Derringer. Häufige Mitschauspielerin war dort Frances Bergen als Spielclubbesitzerin Madame Francine. Brands wurde für seine authentische Darstellung und die Fähigkeit, die Sprache der Pawnees zu sprechen, in einem Schreiben des Sprechers der Pawnee-Indianer, Brummett Echohawk, an die Produzenten in Hollywood geehrt.
Dazu spielte X Brands 1956 in 16 Folgen der Serie Roy Bean, ein Richter im wilden Westen, 1952/1953 in neun Folgen von Cowboy G-Men, 1954/1955 in acht Episoden von The Adventures of Kit Carson und von 1968 bis 1975 in sieben Episoden von Rauchende Colts.
In Santee, der Einzelgänger spielte er 1973 an der Seite von Glenn Ford die Rolle von Hook, in Drei Fremdenlegionäre war er 1966 Vallejo.

## Filmografie

### Darstellung
- 1952–1953: Cowboy G-Men (11 Folgen)
- 1954: Overland Pacific
- 1954: Studio 57 (Fernsehserie, Folge 1x02)
- 1954–1955: The Adventures of Kit Carson (Fernsehserie, 8 Folgen)
- 1955: Soldiers of Fortune (Fernsehserie, 2 Folgen)
- 1955: Heiße Colts und schnelle Pferde (Apache Woman)
- 1955–1956: Roy Bean, ein Richter im Wilden Westen (Judge Roy Bean, Fernsehserie, 16 Folgen)
- 1956: Fury at Gunsight Pass
- 1956: Frontier Gambler
- 1956: Buffalo Bill jr. (Fernsehserie, 4 Folgen)
- 1956: Crossroads (Fernsehserie, Folge 2x01)
- 1956: Naked Gun
- 1956: Annie Oakley (Fernsehserie, 3 Folgen)
- 1956–1958: Rin Tin Tin (The Adventures of Rin Tin Tin, Fernsehserie, 4 Folgen)
- 1957: Tales of the 77th Bengal Lancers (The Tales of the 77th Bengal Lancers, Fernsehserie, Folge 1x24)
- 1957: The Silent Service (Fernsehserie, Folge 1x03)
- 1957: Corky und der Zirkus (Circus Boy, Fernsehserie, 2 Folgen)
- 1957: She Devil
- 1957: Weint um die Verdammten (Band of Angels)
- 1957: Die Texas Rangers (Tales of the Texas Rangers, Fernsehserie, Folge 2x04)
- 1957: Casey Jones, der Lokomotivführer (Casey Jones, Fernsehserie, Folge 1x05)
- 1957: Young and Dangerous
- 1957: Im Wilden Westen (Death Valley Days, Fernsehserie, Folge 6x05)
- 1957: The Adventures of Jim Bowie (Fernsehserie, Folge 2x10)
- 1957–1958: Sergeant Preston (Sergeant Preston of the Yukon, Fernsehserie, 2 Folgen)
- 1957–1961: Wyatt Earp greift ein (The Life and Legend of Wyatt Earp, Fernsehserie, 7 Folgen)
- 1957–1961: Wells Fargo (Tales of Wells Fargo, Fernsehserie, 3 Folgen)
- 1958: 26 Men (Fernsehserie, Folge 1x15)
- 1958: Broken Arrow (Fernsehserie, Folge 2x25)
- 1958: Zorro (Fernsehserie, Folge 1x27)
- 1958: Maverick (Fernsehserie, 2 Folgen)
- 1958: Mit dem Messer im Rücken (Revolt in the Big House)
- 1958–1959: Yancy Derringer (Fernsehserie, 34 Folgen)
- 1958–1961: Cheyenne (Fernsehserie, 3 Folgen)
- 1958–1962: Wagon Train (Fernsehserie, 5 Folgen)
- 1959: Patrouille westwärts (Escort West)
- 1959: Special Agent 7 (Fernsehserie, Folge 1x04)
- 1959: Northwest Passage (Fernsehserie, Folge 1x25)
- 1959: Der Revolverheld von Laredo (Gunmen from Laredo)
- 1960: Oklahoma Territory
- 1960: Bat Masterson (Fernsehserie, Folge 2x29)
- 1960–1961: Tausend Meilen Staub (Rawhide, Fernsehserie, 3 Folgen)
- 1961: The Tall Man (Fernsehserie, Folge 1x27)
- 1961: Westlich von Santa Fé (The Rifleman, Fernsehserie, Folge 3x28)
- 1962: Am Fuß der blauen Berge (Laramie, Fernsehserie, Folge 3x23)
- 1964–1968: Die Leute von der Shiloh Ranch (The Virginian, Fernsehserie, 3 Folgen)
- 1965: Bonanza (Fernsehserie, Folge 6x16 Lucinda und die Indianer)
- 1965: Geächtet (Branded, Fernsehserie, Folge 1x13)
- 1965–1966: Laredo (Fernsehserie, 3 Folgen)
- 1966: Solo für O.N.C.E.L. (The Man from U.N.C.L.E., Fernsehserie, Folge 2x30)
- 1966: Drei Fremdenlegionäre (Beau Geste)
- 1966: Shane (Fernsehserie, Folge 1x10)
- 1966, 1968: Daniel Boone (Fernsehserie, 2 Folgen)
- 1967: Iron Horse (Fernsehserie, Folge 1x20)
- 1967: Die Monroes (The Monroes, Fernsehserie, Folge 1x26)
- 1967: Colonel Custer (Fernsehserie, Folge 1x09)
- 1967: Hondo (Fernsehserie, 2 Folgen)
- 1967–1970: High Chaparral (The High Chaparral, Fernsehserie, 4 Folgen)
- 1968: Three Guns for Texas
- 1968–1975: Rauchende Colts (Gunsmoke, Fernsehserie, 7 Folgen)
- 1969: Here Come the Brides (Fernsehserie, Folge 1x26)
- 1970: Here’s Lucy (Fernsehserie, Folge 2x21)
- 1970: Adam-12 (Fernsehserie, Folge 2x21)
- 1971: Captain Apache
- 1971: Ohne Furcht und Sattel (Bearcats!, Fernsehserie, Folge 1x07)
- 1972: Kobra, übernehmen Sie (Mission: Impossible, Fernsehserie, Folge 6x22)
- 1972: Alias Smith und Jones (Alias Smith and Jones, Fernsehserie, 2 Folgen)
- 1973: Santee, der Einzelgänger (Santee)
- 1973: Notruf California (Emergency!, Fernsehserie, Folge 3x03)
- 1973: Cannon (Fernsehserie, Folge 3x13)
- 1976: Bridger (Fernsehfilm)
- 1978: Avalanche
- 1979: Beach Patrol (Fernsehfilm)

### Stunts
- 1953: Man nennt mich Hondo (Hondo)
- 1953: Der Wilde (The Wild One)
- 1954: The Adventures of Kit Carson (Fernsehserie, Double für Bill Williams)
- 1956: Der Eroberer (The Conqueror)
- 1972: Drei Vaterunser für vier Halunken (Il grande duello, für Lee Van Cleef)